# 공근초등학교
공근초등학교는 대한민국 강원특별자치도 횡성군 공근면 학담리에 있는 공립 초등학교이다.

## 학교 연혁
- 1925년 10월 3일 공근공립보통학교 개교(설립인가 8월 31일)
- 1938년 4월 1일 공근공립심상소학교로 개칭
- 1941년 4월 1일 공근공립국민학교로 개칭
- 1980년 3월 1일 병설유치원 개원
- 1987년 3월 1일 특수학급 신설
- 1995년 3월 1일 창봉국민학교 통폐합
- 1995년 3월 2일 학교 통합버스 운행 개시(창봉,가곡지역)
- 1996년 3월 1일 공근초등학교로 변경
- 1997년 8월 12일 다목적교실(강당) 준공
- 1999년 3월 1일 가곡분교장 통폐합
- 2006년 3월 1일 공명분교장 통폐합
- 2009년 2월 28일 상창초등학교 통합
- 2012년 3월 1일 광덕분교장 통폐합
- 2023년 12월 29일 제98회 졸업식 거행:졸업생12명(4,283명)
- 2024년 3월 1일 제36대 김기연 교장 부임
- 2024년 3월 4일 2024학년도 입학식(입학생 4명)

## 학교 상징
- 교화 - 금낭화 : 기상, 희생, 박대, 포용력
- 교목 - 엄나무 : 착한 심성, 아름다움

## 참고 자료
- 공근초등학교 - 한국교육학술정보원 학교알리미